# Нурри
Нурри (итал. Nurri) — коммуна в провинции Южная Сардиния области Сардиния в Италии, до 2016 года подчинялась административному центру Кальяри.
По данным на сентябрь 2017 года население составляет 2154 человек, плотность населения — 32,9 чел./км². Занимает площадь 73,9 км². Почтовый индекс — 8035. Телефонный код — 0782.
Нурри располагается на высоте 600 метров над уровнем моря, на склоне потухшего вулкана. Климат благоприятствует развитию сельского хозяйства, главным образом, выращиванию зерновых культур, оливковых деревьев и винограда. Жители также занимаются производством сыроваренной продукции.
Название, по наиболее распространённой версии, произошло от расположенного поблизости нурага Сардаджара, ныне превратившегося в руины. В окрестностях Нурри находятся несколько археологических памятников римского периода, преимущественно являвшихся частью римского города Биора.
В Средние века Нурри был частью Кальярского юдиката, входя в состав куратории Каррос. В XIV веке вместе с Мандас и Эсколька селение перешло во владение к Франческо Карросу, а спустя некоторое время вошло в состав герцогства Мандас.
Покровителем коммуны почитается святой архангел Михаил, празднование 29 сентября.